# Pângărați
Pângăraţi é uma comuna romena localizada no distrito de Neamţ, na região de Moldávia. A comuna possui uma área de 121.90 km² e sua população era de 5388 habitantes segundo o censo de 2007.